# Restio ejuncidus
Restio ejuncidus är en gräsväxtart som beskrevs av Maxwell Tylden Masters. Restio ejuncidus ingår i släktet Restio och familjen Restionaceae. Inga underarter finns listade i Catalogue of Life.